# Dead Sea Fruit
Le groupe a participé à l’émission Le Petit Dimanche Illustré sur la seconde chaîne couleur en octobre 1967 pour l’inauguration de la colorisation en interprétant leur tube Loulou et en improvisant pour L’invité d’honneur Salvador Dali.
Pour les articles homonymes, voir DSF.
Dead Sea Fruit est un groupe britannique de pop formé en 1966. 
Le groupe a activement contribué à la British Invasion en France où ils sont restés 3 ans.

## Historique
Ils sont d'abord produits par le label anglais Camp (rattaché à Polydor) en mars 1967 pour un single. En dépit du peu de promotion, le titre Put another record on se hisse a la tête des hit-parades britanniques, ce qui amène Camp à produire un album la même année ; puis le label Atco prend les droits pour le marché US et produit un single. 
Le 30 juin 1967, ils se produisent au mythique l'UFO Club de Londres. 
Alors que plusieurs groupes pop britanniques tentent leur chance en Allemagne ou au Benelux, les Dead Sea Fruit choisissent la France. Leur succès français leur vaut d'être produits pour un EP par le label AZ qui extrait 4 titres de leur album anglais en 1967. Leur titre phare Put another record on est francisé en Loulou et atteint en juillet 1967 la 5e place du hit parade des chansons en langue étrangère de Salut des Copains . Surfant sur ce succès, AZ produit un nouveau single Loulou avec la mention spécial danse.
Leur allure combinant avec humour dandysme britannique et style hippie baroque participe de leur succès et leur ouvre les portes des médias. Put another record on joue sur une alternance de pop britannique et de son retro au gramophone évoquant les années 20. Le style psychédélique est évoqué à son propos.  
1968 est l'année de second single, puis le groupe se sépare en 1969.
Le nom Dead Sea Fruit est tiré du poème Lalla Rookh: an Oriental Romance de Thomas Moore : « Like dead sea fruits that tempt the eye, but turn to ashes to the lips ».

## Membres
- Clive Kennedy (chant)
- Dave Beano Lashmar (guitare, chant)
- Simon Si Clifford (clavier)
- John Errington-Townsend (percussion, guitare basse, chant)
- Christopher Hall [Chris Lansdown] (guitare basse, chant, 1966-67)
- Arthur Marsh (guitare basse, chant, 1967-69)

## Discographie

### Album
- 1967 : The 8.15 And The 5.45 (Dave Lashmar) / Put Another Record On (Clive Kennedy) / Psychiatric Case (Christopher Hall) / Mr. Barman (Clive Kennedy) / Matters (Dave Lashmar) / Seeds Of Discontent (Dave Lashmar)  / I'll Come With You (Dave Lashmar) / I've Been Away Too Long (Clive Kennedy) / Mr. Coffee Pot (Dave Lashmar) / Time Waits For No One  (Clive Kennedy) /  I Should Have Guessed (Clive Kennedy) / Kensington High Street (John Errington-Townsend)
- 1967 : EP, France, Label Disc'AZ - EP 1126 - Kensington High Street / Loulou (Put Another Record On) / Psychiatric case / Seeds of discontent

### Singles
- 1967 : France, Label Disc'Az - AZ 10 323 - Loulou (Put Another Record On) / Kensington Hight Street
- 1967 : UK, Label Camp - 602001 - Put Another Record On) / Kensington Hight Street
- 1967 : USA, Label ATCO Records - 45-6489 - Kensington High Street / Put Another Record On
- 1968 : UK,  Label Camp – 602004 - Love At The Hippiedrome / My Naughty Bluebell